# Mikołaj Burda
Mikołaj Burda (Toruń, 8 luglio 1982) è un canottiere polacco, vincitore della medaglia d'oro nel quattro senza ai Campionati del mondo di canottaggio 2019.

## Palmarès
- Giochi olimpici

Atene 2004: 8º nell'otto;
Pechino 2008: 5º nell'otto;
Londra 2012: 7º nell'otto;
Rio de Janeiro 2016: 5º nell'otto;
Tokyo 2020: 7º nel quattro senza.
- Mondiali

Amsterdam 2014: bronzo nell'otto
Linz 2019: oro con quattro senza
- Europei

Poznań 2007 : argento nell'otto.
Atene 2008 : bronzo nell'otto.
Brest 2009 : oro nell'otto.
Montemor-o-Velho 2010 : argento nell'otto.
Plovdiv 2011: oro nell'otto.
Varese 2012: oro nell'otto.
Siviglia 2013 : argento nell'otto.
Račice 2017 : argento nell'otto.
Lucerna 2019: argento nel quattro senza.
Poznań 2020: bronzo nel quattro senza.